# Henri Le Marois
Henri Le Marois, né le 26 septembre 1936 à Tours, est un homme d'affaires français à l'origine du réseau des boutiques de gestion, lieux d'accompagnement d'entrepreneurs.

## Biographie
Il est diplômé d'HEC Paris et docteur en sciences de gestion. 
Il commence sa carrière successivement comme attaché de direction (1961) puis secrétaire général (1964-1967) de la société Tuboplast-France située à Sainte-Menehould dans la Marne, puis il devient en 1968 président-directeur général de Dixie-Marathon, filiale française de American Can (Trentesaux-Toulemonde, Goossens). Il démissionne en 1976 . 
En 1975, il assiste les salariés de Marketube, entreprise fabriquant des tubes en plastique, dans la reprise de leur entreprise en autogestion ,,. En 1978, il accompagne également la reprise par ses salariés des Tissages Dampierre, entreprise implantée à Roubaix et Leers. Il en préside le conseil de surveillance de 1978 jusqu'en 1980 ,.
En septembre 1979, il publie un article dans la revue Autrement: appelant "à l'émergence de structures souples dédiées au conseil des entrepreneurs". Il y écrivit "Pourquoi ne pas ouvrir des boutiques (...) permettant l’accès au droit et à la gestion aux innovateurs et entrepreneurs, à ceux qui veulent faire mais sont rebutés par les problèmes que cela pose ? Dans ces boutiques pourraient être rassemblées les connaissances en matière de subvention et de prêt, les bonnes adresses, et aussi le savoir-faire. Il suffirait pour les tenir de quelques experts-militants acceptant de faire partager leur savoir avec les créateurs sur le terrain, pour le plaisir de contribuer au développement de réalisations concrètes. Qui lancera le mouvement ?". Il préside le réseau national des Boutiques de gestion de 1980 à 1984. Fin 2014, le réseau est constitué de 50 boutiques de gestion, 400 antennes et 900 salariés. En 1980, il crée la Boutique de gestion « Espace » (Études et services pour la promotion des activités créatrices d'emplois), première de ce genre sur la région Nord-Pas-de-Calais.
De 1976 à 1989, il est professeur de gestion associé à l'IAE de Lille qu'il dirige de 1982 à 1989. En 1985, il soutient une thèse de doctorat en gestion, intitulée Contribution a la mise en place de dispositif de soutien aux entrepreneurs.
Il est consultant en développement local à partir de 1989. Il est directeur puis administrateur de la société de conseil E2I,. À ce titre, il travaille notamment pour l'association Alliance Villes Emploi afin de mettre en place des dispositifs sur tout le territoire qui visent à faire monter en compétence les professionnels du bâtiments sur les problématiques liés à la transition énergétique. Dans ce cadre, il anime pour l'Ademe et Alliance Villes Emploi, le programme Développement durable avec les Maisons de l'emploi.
En 1998, à la demande du Ministère de l'Emploi et de la Solidarité, il conçoit un nouveau statut pour les entreprises relevants de l'économie sociale sous le nom de Société coopérative d'intérêt collectif (SCIC).

## Distinctions
- Officier de la Légion d'honneur
- Croix de la Valeur militaire
- Chevalier de l'ordre des Arts et des Lettres

## Vie privée
Il est l'époux d'Antoinette Le Marois et père de Jacques Le Marois, Olivier, Sabine , Bernard et Marie.

## Publications
- (Article) Entrepreneur a-t-il un féminin ? Cahiers de la recherche. idées, réflexions, Lille, 14 p.
- (Coordination) Des outils pour créer. Guide pratique pour une autre entreprise, avec Catherine Leroy, 1982[16]
- (Rapport) Employment Creation in the United States in ILE notebooks, Local Initiatives for Employment Creation, OCDE 1984[17]
- (Rapport) La création d'entreprise dans l'Europe des Douze: les programmes d'appui, avec André Letowski et Florence Peigné 1984[18]
- Contribution à la mise en place de dispositif de soutien aux entrepreneurs, thèse de doctorat, IAE/université de Lille 1, non publiée, 1985.
- (Direction) L'ABC du créateur d'entreprises, Paris, Défis ESPACE, 1989 254 p.
- (Rapport) Support policies for business start-ups and the role of training in the Federal Republic of Germany, in the former German Democratic Republic (GDR) and in Luxembourg, 1992[19]